# World 10K Bangalore

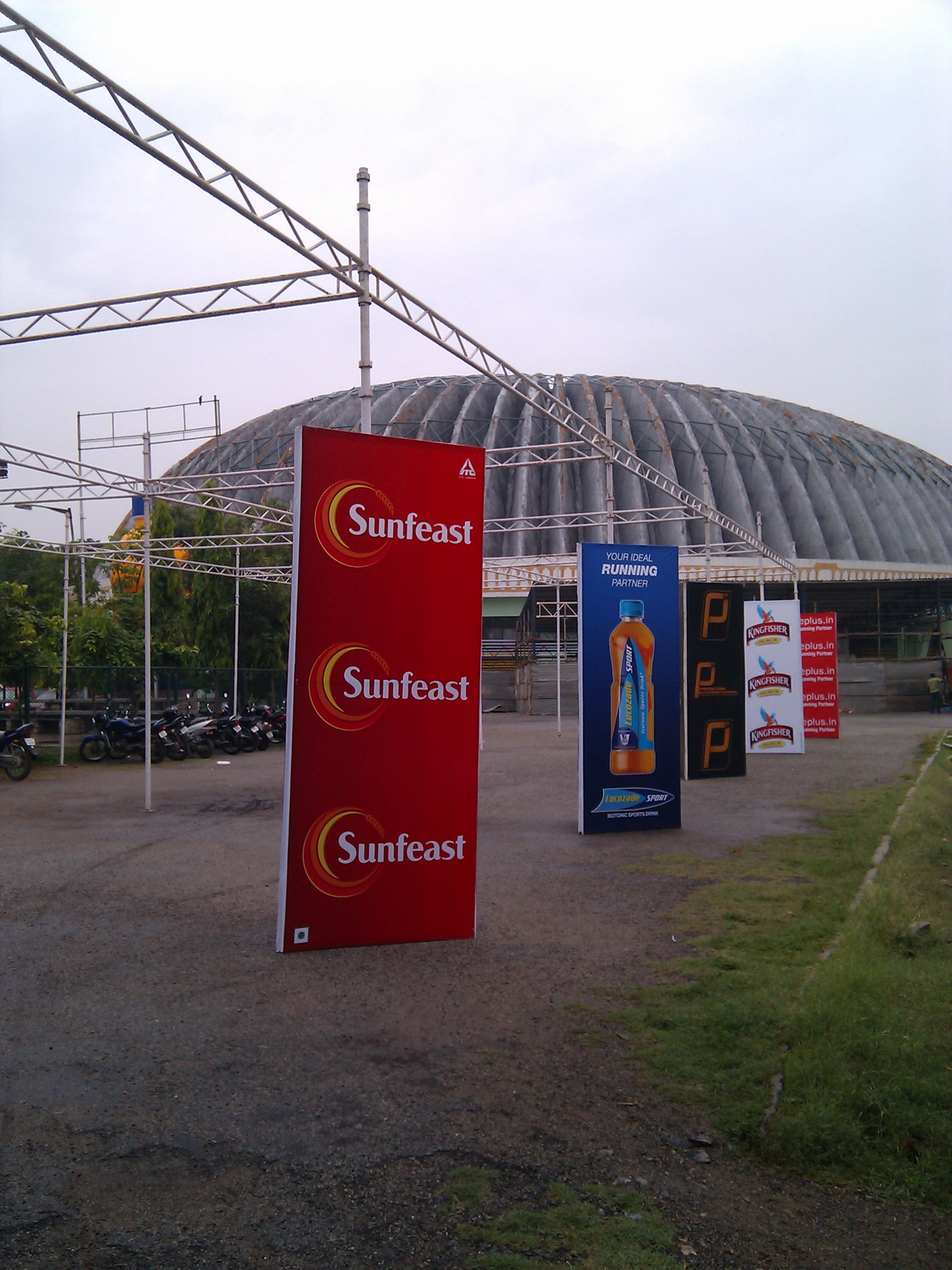
Sree Kanteerava Stadium

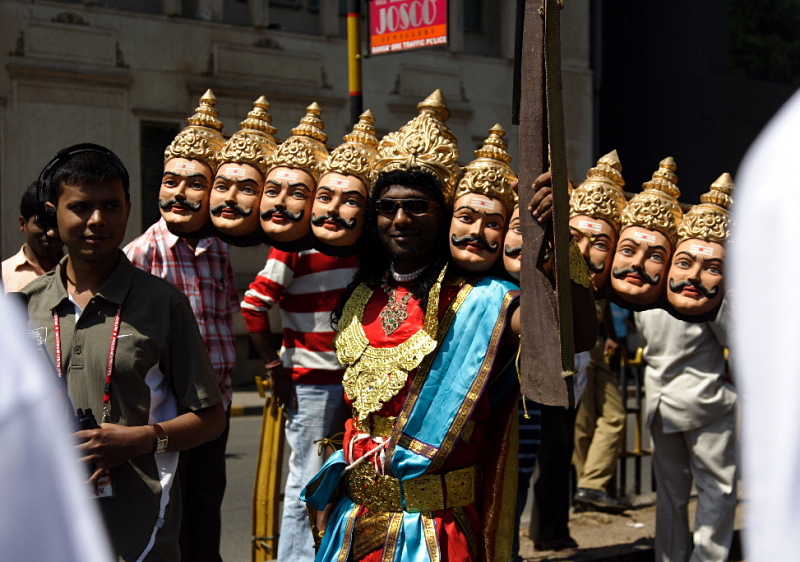
Un participant de la Majja Run de 2008 en costume Ravana.

Le World 10K Bangalore (connu également sous le nom de TCS World 10K d'après le commanditaire Tata Consultancy Services (TCS)) est une compétition annuelle de course sur route de 10 kilomètres qui se tient généralement à la fin mai à Bangalore, en Inde. 
La course, dirigée par l'ancien coureur britannique Hugh Jones (en), commence et se termine au Sree Kanteerava Stadium (en) après un parcours effectué dans les rues de Bangalore. Le record actuel est détenu chez les hommes par Zersenay Tadese, avec un temps de 27 minutes 51 secondes, et chez les femmes par Wude Ayalew, avec un temps de 31 minutes 58 secondes.
La course est considérée comme une IAAF Gold Label Road Race et certifiée par l'Association of International Marathons and Distance Races. La course n'est cependant pas reconnue officiellement par l'Association indienne d'athlétisme. 
D'autres événements se tiennent en plus de la course principale, dont une course ouverte de 10 km et de 5,7 km (la Majja Run), une course sur chaise roulante (en) de 4 kilomètres ainsi qu'une course pour personnes âgées. En 2008, environ 23 000 coureurs ont participé aux différents événements liés à la course
Les prix totalisent 150 000 USD, dont 20 000 pour les gagnants de la course. D'autres prix sont offerts pour les meilleurs compétiteurs et équipes indiens. Lors de la cinquième édition, 1 500 chandails à manches courtes ont été remis au 1 500 premiers finissants de la course.
L'événement est organisé par Procam International, une compagnie qui gère également le marathon de Mumbai et le demi-marathon de Delhi (en). Les trois premières éditions ont été commanditées par Sunfeast (ITC Limited).

## Liste des gagnants
| Édition | Année | Gagnants         | Time (m:s) | Gagnantes                       | Time (m:s) |
| ------- | ----- | ---------------- | ---------- | ------------------------------- | ---------- |
| 1er     | 2008  | Zersenay Tadese  | 27:51      | Elvan Abeylegesse Grace Momanyi | 32:02      |
| 2e      | 2009  | Deriba Merga     | 28:13      | Aselefech Mergia                | 32:08      |
| 3e      | 2010  | Titus Mbishei    | 27:54      | Ayalew Wude Yimer               | 31:58      |
| 4e      | 2011  | Philemon Limo    | 28:01      | Dire Tune                       | 33:19      |
| 5e      | 2012  | Geoffrey Kipsang | 28:00      | Helah Kiprop                    | 32:22      |

Légende:
- Temps record